# Sergio Hernández
Sergio Hernández von Reckowski (ur. 6 grudnia 1983 roku w Jávea) – hiszpański kierowca wyścigowy.

## Kariera

### Początki
Sergio karierę rozpoczął w roku 1998, od startów w kartingu. W 2001 roku przeszedł do wyścigów samochodów jednomiejscowych, debiutując w Iberyjskim Pucharze Formuły BMW (8. miejsce). Rok później startował w Hiszpańskiej Formule 3, w której został sklasyfikowany na 9. lokacie. 
W sezonie 2003 kontynuował starty w hiszpańskim cyklu F3. Tym razem w klasyfikacji końcowej zajął 7. pozycję. Poza tym wziął również udział w dwóch rundach World Series Light oraz wystąpił w sześciu wyścigach Brytyjskiej Formuły 3. Będąc liczonym do klasyfikacji "National", zmagania zakończył na 8. miejscu, natomiast w letnich zmaganiach światowej serii rywalizację ukończył na 13. pozycji. W roku 2004 Hiszpan wystartował w pięciu rundach World Series by Nissan, w drugiej połowie sezonu. Zdobyte punkty sklasyfikowały go na 13. lokacie.

### Seria GP2
W 2005 roku Hernandez podpisał kontrakt z hiszpańską stajnią Campos Racing, na starty w bezpośrednim przedsionku Formuły 1 - GP2. W ciągu dwudziestu trzech wyścigów, dwukrotnie sięgał po punkty, zajmując piąte miejsce na ulicach Monte Carlo oraz ósmą pozycję w drugim wyścigu, na niemieckim Nürburgringu. Trzy punkty pozwoliły Hiszpanowi zająć w generalnej klasyfikacji 20. lokatę.
W drugim roku startów Sergio reprezentował włoską ekipę Durango. Ostatecznie tylko w Monako dojechał na punktowanej lokacie, będąc sklasyfikowanym na ósmej pozycji. Dzięki jednemu punktowi ukończył rywalizację na 23. miejscu
W sezonie 2007 po raz ostatni pojawił się w tej serii, zastępując w ostatniej rundzie w Walencji Argentyńczyka Ricardo Risatti. W sobotę zmagań nie ukończył, natomiast dzień później zajął dziewiętnastą pozycję.

### Wyścigi samochodów sportowych
W roku 2006 'Sergio Hernández zadebiutował w hiszpańskich mistrzostwach samochodów GT. W ogólnej punktacji zajął wówczas 14. miejsce. W kolejnym sezonie wystartował w czterech wyścigach. Ostatecznie zmagania zakończył na 18. lokacie. W 2008 roku wziął udział w sześciu rundach. Stanął w tym czasie cztery razy na podium, z czego raz na najwyższym stopniu. Uzyskane punkty pozwoliły Hiszpanowi zająć w klasyfikacji generalnej 8. pozycję.

### Wyścigi samochodów długodystansowych
W sezonie 2007 Hernandez zadebiutował w serii wyścigów samochodów długodystansowych - Le Mans Series (w klasie GT2). Wystąpiwszy w trzech rundach, dwukrotnie znalazł się w pierwszej trójce, z czego raz na pierwszym miejscu. W ostatecznej klasyfikacji zajął 6. lokatę. 

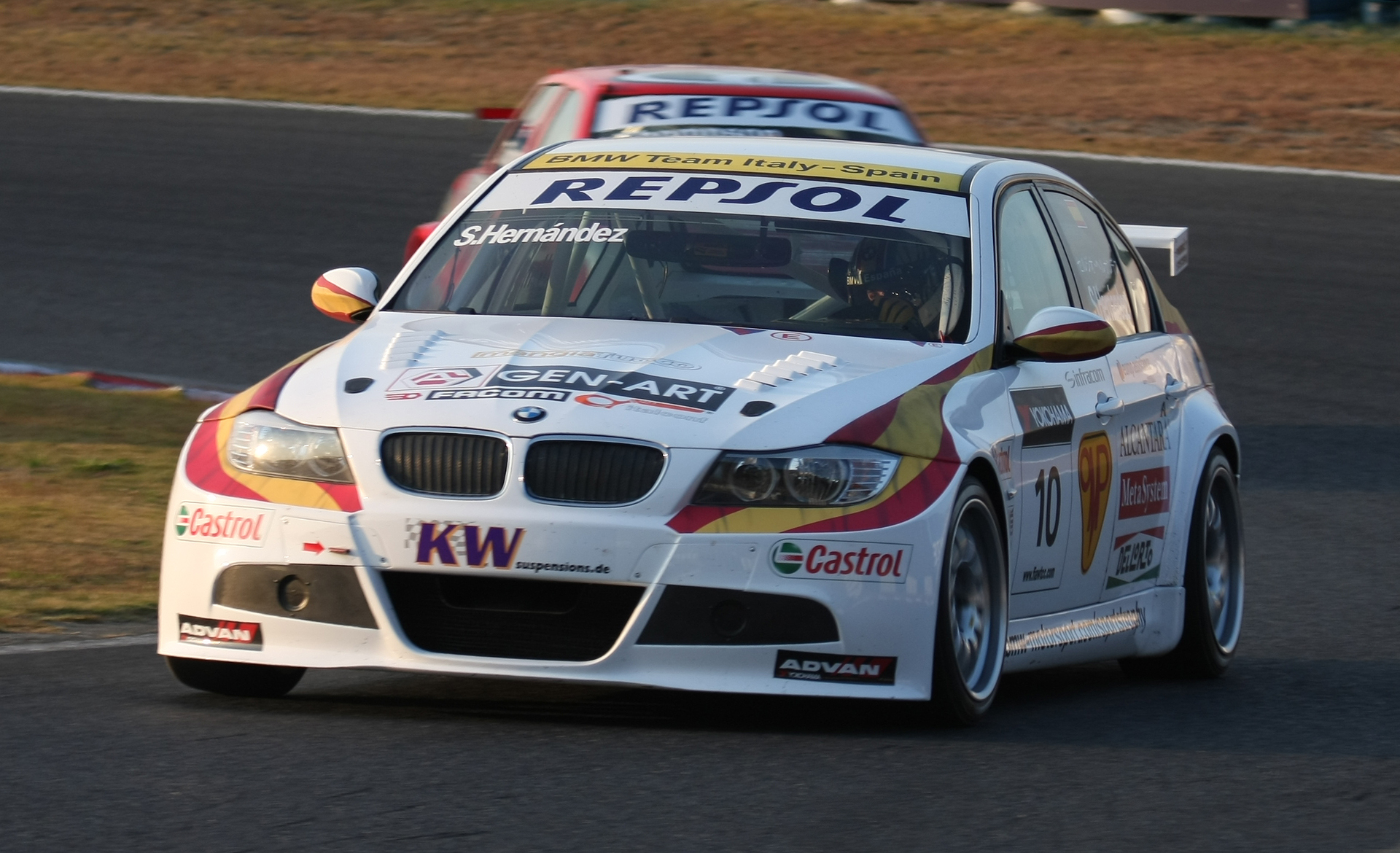
Sergio Hernandez podczas treningu WTCC, na torze Okayama, w 2009 roku

### WTCC
W sezonie 2007 Hiszpan przeniósł się do mistrzostw świata samochodów turystycznych - WTCC. Reprezentując ekipę Proteam Motorsport (w BMW 320si), najlepiej spisał się podczas drugiego wyścigu w Hiszpanii, kiedy to zajął ósme miejsce. Zdobycie jednego punktu pozwoliło zająć mu w klasyfikacji 20. lokatę. W klasyfikacji kierowców niezależnych, Sergio zmagania zakończył tuż za podium, na 4. pozycji.
W roku 2008 ponownie reprezentował włoską stajnię. W ciągu sezonu trzykrotnie kończył zmagania na punktach, stając przy tym po raz pierwszy w karierze na najniższym stopniu podium (w drugim wyścigu, w Japonii). Osiągnął również historyczny sukces, sięgając po tytuł mistrza świata w klasyfikacji kierowców niezależnych. W ogólnej punktacji z kolei był sklasyfikowany na 16. miejscu. 
Sukces ten zaowocował awansem na stanowisko etatowego kierowcy BMW Team Italy-Spain, w miejsce swojego rodaka Félixa Porteiro. Będąc zawodnikiem fabrycznego zespołu, nie zaprezentował jednak oczekiwanej formy, sięgając po punkty w dziesięciu wyścigach. Największym sukcesem Sergio w tym sezonie, było odnotowanie pierwszego w karierze zwycięstwa, odniesionego w drugim wyścigu, na czeskim obiekcie Masaryk Circuit. Ostatecznie rywalizację ukończył na 11. lokacie.
W 2010 roku Hiszpan powrócił do roli niezależnego kierowcy, ponownie reprezentując włoską ekipę Scuderia Proteam Motorsport. Powrót do zespołu okazał się niezwykle udany na Hernandeza, który odzyskał utracony tytuł mistrzowski. W trakcie sezonu sześciokrotnie dojeżdżał na punktach, ostatecznie będąc sklasyfikowanym na 16. miejscu.

## Wyniki w GP2
| Legenda oznaczeń w tabelach wyników Wyświetl szablon na nowej stronie | Legenda oznaczeń w tabelach wyników Wyświetl szablon na nowej stronie                                                                     |
| Oznaczenie                                                            | Wyjaśnienie |
| --------------------------------------------------------------------- | --- |
| Złoty                                                                 | Zwycięzca lub mistrzostwo |
| Srebrny                                                               | 2. miejsce lub wicemistrzostwo |
| Brązowy                                                               | 3. miejsce lub II wicemistrzostwo |
| Zielony                                                               | Ukończył, punktował (w klasyfikacji generalnej, gdy zdobył co najmniej jeden punkt na przestrzeni sezonu, poza trzema powyższymi opcjami) |
| Niebieski                                                             | Ukończył, nie punktował (w klasyfikacji generalnej, gdy nie zdobył co najmniej jednego punktu na przestrzeni sezonu)                      |
| Czerwony                                                              | Nie zakwalifikował się (NZ) |
| Czerwony                                                              | Nie prekwalifikował się (NPK) |
| Różowy                                                                | Nie ukończył (NU) |
| Różowy                                                                | Niesklasyfikowany (NS) (w klasyfikacji generalnej, gdy nie został sklasyfikowany w żadnym wyścigu sezonu)                                 |
| Czarny                                                                | Zdyskwalifikowany (DK) |
| Czarny                                                                | Wykluczony (WYK/EX) |
| Biały                                                                 | Nie wystartował (NW) |
| Biały                                                                 | Kontuzjowany (K/INJ) |
| Biały                                                                 | Wyścig odwołany (OD/C) |
| Bez koloru                                                            | Został wycofany (WYC/WD) |
| Bez koloru                                                            | Nie przybył (NP/DNA) |
| Bez koloru                                                            | Nie brał udziału w treningach (NT/DNP) |
| Bez koloru                                                            | Nie został zgłoszony (–) |
| Pogrubienie                                                           | Start z pole position |
| Kursywa                                                               | Najszybsze okrążenie wyścigu |
| †                                                                     | Nie ukończył, ale jego rezultat został zaliczony ze względu na przejechanie więcej niż 90% dystansu wyścigu.                              |
| *                                                                     | Sezon w trakcie |
| 1/2/3                                                                 | Punktowana pozycja w sprincie kwalifikacyjnym                                                                                             |
| Lista systemów punktacji Formuły 1                                    | |

| Rok  | Zespół         | Wyniki w poszczególnych eliminacjach | Wyniki w poszczególnych eliminacjach | Wyniki w poszczególnych eliminacjach | Wyniki w poszczególnych eliminacjach | Wyniki w poszczególnych eliminacjach | Wyniki w poszczególnych eliminacjach | Wyniki w poszczególnych eliminacjach | Wyniki w poszczególnych eliminacjach | Wyniki w poszczególnych eliminacjach | Wyniki w poszczególnych eliminacjach | Wyniki w poszczególnych eliminacjach | Wyniki w poszczególnych eliminacjach | Wyniki w poszczególnych eliminacjach | Wyniki w poszczególnych eliminacjach | Wyniki w poszczególnych eliminacjach | Wyniki w poszczególnych eliminacjach | Wyniki w poszczególnych eliminacjach | Wyniki w poszczególnych eliminacjach | Wyniki w poszczególnych eliminacjach | Wyniki w poszczególnych eliminacjach | Wyniki w poszczególnych eliminacjach | Wyniki w poszczególnych eliminacjach | Wyniki w poszczególnych eliminacjach | Punkty | Pozycja |
| ---- | -------------- | ------------------------------------ | ------------------------------------ | ------------------------------------ | ------------------------------------ | ------------------------------------ | ------------------------------------ | ------------------------------------ | ------------------------------------ | ------------------------------------ | ------------------------------------ | ------------------------------------ | ------------------------------------ | ------------------------------------ | ------------------------------------ | ------------------------------------ | ------------------------------------ | ------------------------------------ | ------------------------------------ | ------------------------------------ | ------------------------------------ | ------------------------------------ | ------------------------------------ | ------------------------------------ | ------ | ------- |
| 2005 | Campos Racing  | SMR                                  | SMR                                  | ESP                                  | ESP                                  | MON                                  | NÜR                                  | NÜR                                  | FRA                                  | FRA                                  | GBR                                  | GBR                                  | HOC                                  | HOC                                  | HUN                                  | HUN                                  | TUR                                  | TUR                                  | ITA                                  | ITA                                  | BEL                                  | BEL                                  | BHR                                  | BHR                                  | 3      | 20      |
| 2005 | Campos Racing  | 11                                   | 8                                    | NU                                   | 18                                   | 8                                    | 15                                   | 5                                    | 13                                   | 14                                   | 16                                   | 12                                   | NU                                   | 19                                   | NU                                   | 18                                   | NU                                   | 20                                   | NU                                   | 7                                    | NU                                   | 20                                   | 15                                   | 18                                   | 3      | 20      |
| 2006 | Durango        | VAL                                  | VAL                                  | SMR                                  | SMR                                  | NÜR                                  | NÜR                                  | ESP                                  | ESP                                  | MON                                  | GBR                                  | GBR                                  | FRA                                  | FRA                                  | HOC                                  | HOC                                  | HUN                                  | HUN                                  | TUR                                  | TUR                                  | ITA                                  | ITA                                  |                                      |                                      | 1      | 23      |
| 2006 | Durango        | NU                                   | NU                                   | NU                                   | 13                                   | 12                                   | NU                                   | NU                                   | 13                                   | 8                                    | 10                                   | NW                                   | 14                                   | 11                                   | 10                                   | NU                                   | NU                                   | NU                                   | 11                                   | 10                                   | 13                                   | NU                                   |                                      |                                      | 1      | 23      |
| 2007 | Trident Racing | BHR                                  | BHR                                  | ESP                                  | ESP                                  | MON                                  | FRA                                  | FRA                                  | GBR                                  | GBR                                  | DEU                                  | DEU                                  | HUN                                  | HUN                                  | TUR                                  | TUR                                  | ITA                                  | ITA                                  | BEL                                  | BEL                                  | VAL                                  | VAL                                  |                                      |                                      | 0      | 36      |
| 2007 | Trident Racing | –                                    | –                                    | –                                    | –                                    | –                                    | –                                    | –                                    | –                                    | –                                    | –                                    | –                                    | –                                    | –                                    | –                                    | –                                    | –                                    | –                                    | –                                    | –                                    | NU                                   | 19                                   |                                      |                                      | 0      | 36      |